# Umayyadmoskén

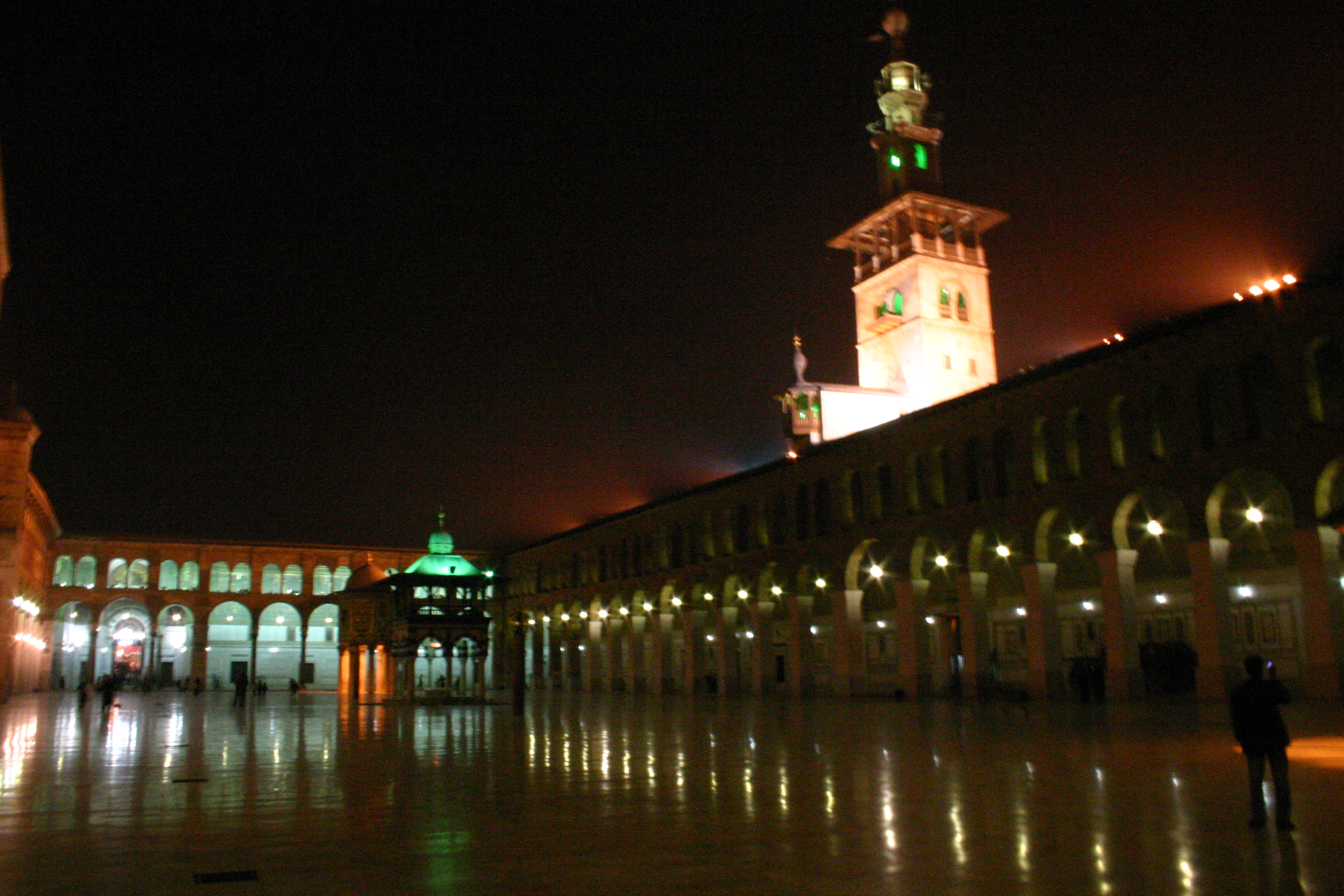
Umayyadmoskén

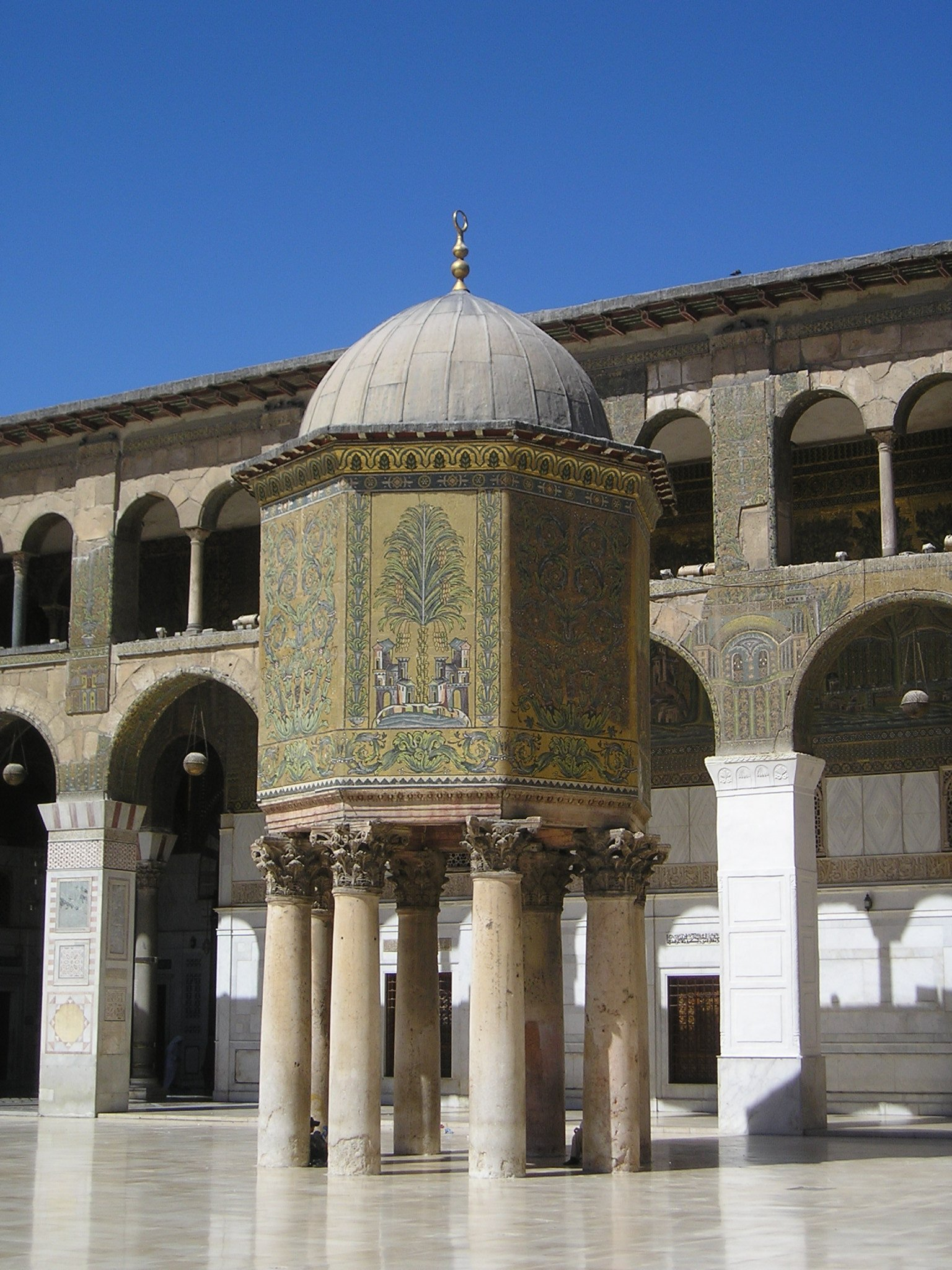
Parti av moskéns gård

Umayyadmoskén, också känd som Stora moskén eller Al-Walids stora moské, i Damaskus är en av världens största och äldsta moskéer och ett historiskt viktigt arkitektoniskt monument.
Moskén har spelat en central roll i islamisk tradition och i Damaskus stadsliv sedan den byggdes i början av 700-talet. I moskén återfinns Saladins grav och relikerna efter Johannes döparen.
Umayyadmoskén var tidigare en kyrka på en romersk lämning men byggdes om till moské av Umayyaddynastins kalif al-Walid I. I Damaskus medelpunkt låg redan på hednisk tid ett stort tempel. Detta hade i romersk tid, möjligen under Trajanus regering, blivit ombyggt i samma stil som soltemplet i Palmyra. Pelarrester av denna byggnad finns än idag att se i moskéns omgivning. På detta hedniska tempel restes sedan under Arcadius en kristen kyrka, helgad åt Johannes Döparen.
Då muslimerna drog in i Damaskus tog de den ena hälften av denna kyrka i besittning för sin gudstjänst, medan de tills vidare överlät den andra hälften till de kristna, då dessa genom frivillig kapitulation hade gett dem tillträde till staden. Efter långa underhandlingar lyckades al-Walid förmå de kristna att avstå från sin del mot att han som ersättning återlämnade tre moskéer, till dem. År 705 påbörjade al-Walid ombyggnaden. Av den gamla kyrkan bevarades hela södra väggen, tornet i sydöstra hörnet samt portiken åt väster. På postamentet till ett gammalt torn i den västra portikens södra hörn restes en ny minaret. Precis mitt emellan dessa båda torn förlades det största bönerummet, 68 fot brett och 125 fot långt. Öster och väster om detta korsskepp byggde Walid tre långskepp, 52 fot och 6 tum höga. I samma stil uppfördes runt omkring gården på norra sidan en luftig pelargång.
Vid tre tillfällen, åren 1069, 1400 samt 1893, brann byggnaden ned nästan ända till grunden.

### Fotnoter
1. ↑  Hildebrand, Hans; Hjärne, Harald; Pflugk-Harttung, Julius von. ”176 (Världshistoria / Orienten)”. runeberg.org. https://runeberg.org/vrldhist/3/0198.html. Läst 3 april 2021.
2. 1 2  Hildebrand, Hans; Hjärne, Harald; Pflugk-Harttung, Julius von. ”177 (Världshistoria / Orienten)”. runeberg.org. https://runeberg.org/vrldhist/3/0199.html. Läst 3 april 2021.